# Иван сын Амира
«Иван сын Амира» — российский полнометражный игровой фильм режиссёра Максима Панфилова, произведённый киностудией «Вера» при поддержке Министерства Культуры РФ и при участии телеканала «Россия» в 2013 году.
Фильм существует в двух версиях: кинотеатральной и телевизионной. Кинотеатральная демонстрировалась на различных кинофестивалях в России и за рубежом, однако в широкий кинопрокат выпущена не была. Телевизионная версия была создана специально для ВГТРК, но никогда не демонстрировалась в эфире федеральных телеканалов.

## Сюжет
Великая Отечественная война. Женщина, получившая похоронку на мужа, бежит из Севастополя с двумя детьми и оказывается в Узбекистане. Житель узбекского кишлака предлагает ей убежище в своём доме. Она становится его третьей женой и рожает ему сына, которого называет Иваном, как погибшего мужа. Неожиданно в кишлаке появляется молодой, красивый лейтенант Черноморского флота — это её муж Иван. Он выжил и нашёл её. Моряк тяжело переживает предательство жены. Из солнечного Узбекистана Иван перевозит семью на обдуваемый со всех сторон ветрами маяк рядом с Севастополем. Иван с трудом признаёт чужого ребёнка. Однажды на маяке появляются узбекские женщины с детьми, дом которых был разрушен во время землетрясения.

## В фильме снимались
| Актёр                   | Роль   |
| ----------------------- | ------ |
| Каролина Грушка         | Маша   |
| Дмитрий Дюжев           | Иван   |
| Бобур Юлдашев           | Амир   |
| Андрей Мерзликин        | Андрей |
| Лола Эльтаева           |        |
| Феруза Юсупова          | Феруза |
| Наргис Абдуллаева       |        |
| Азиза Бегматова         |        |
| Анастасия Смоктуновская |        |
| Самира Хусенова         |        |

## Создание
Режиссёр Максим Панфилов:
«Во время войны таких историй было много — женщины уезжали в Среднюю Азию, оставались там надолго. А некоторые навсегда. Как-то это взбудоражило. Я подумал, какой может быть замечательный сюжет! И сочинил синопсис на трех страничках. Потом рассказал идею Андрею Осипову, своему товарищу по Высшим курсам, и мы решили попробовать сами написать сценарий».
Первый вариант сценария был написан в 2008 году, но возникли проблемы с финансированием проекта, и запуск съёмок был отложен до 2010 года, что дало возможность авторам дорабатывать сценарий. После начала съёмок в 2010 году образовался незапланированный полугодовой перерыв между съёмками в Узбекистане и съёмками в Севастополе, в ходе которого сценарий так же дорабатывался режиссёром Максимом Панфиловым совместно с Натальей Назаровой. По плану съёмки в Крыму должны были проходить летом, но из-за нестыковки графиков актёров были перенесены на зимний период, что, по словам режиссёра, позволило добиться наиболее выразительного атмосферного контраста: Узбекистан получился невероятно жаркий, летний, а Севастополь — зимний, с видами замёрзшего Чёрного моря.
Дмитрий Дюжев после прочтения сценария хотел играть узбека, но режиссёр настоял на том, чтобы узбека должен играть именно узбек. Изначально роль Ивана была очень небольшой, а в процессе работы вторая её часть, после возвращения, увеличилась.

## Награды
- 2013 — приз «За лучший сценарий», 37 Международный кинофестиваль в Монреале[3] — Максиму Панфилову, Андрею Осипову, Наталье Назаровой;
- 2013 — приз «За лучшую операторскую работу», XI российский кинофестиваль «Амурская осень» (Благовещенск) — Олегу Лукичёву;
- 2013 — приз прессы, XI российский кинофестиваль «Московская премьера»;
- 2013 — приз зрительских симпатий, Кинофорум «Я и семья» (Москва);
- 2013 — Гран при, кинофестиваль российских фильмов «Липецкий выбор»;
- 2013 — приз за лучший дебют, VI всероссийский кинофестиваль «Золотой Феникс»;
- 2014 — международный фестиваль «Дух огня» (Ханты-Мансийск):
  - Серебряный приз «Цветы таёжной надежды»
  - приз им. А. Абдулова за «лучшую женскую роль в российском дебютном фильме» — Каролине Грушке
  - приз им. П. Лебешева за «лучшую операторскую работу» — Олегу Лукичёву
- 2014 — Премия киноизобразительного искусства «Белый квадрат» — Олегу Лукичёву.

## Критика и отзывы
Специальный корреспондент газеты «Московский комсомолец» Никита Карцев в обзоре фильмов-участников программы "Великолепная семерка «МК» отмечает, что тема межнациональных отношений, заявленная в фильме «Иван сын Амира» вслед за фильмом Ларисы Садиловой «Она», не главная. По его мнению, фильм пытается разобраться в самой природе любви. «Именно любовь помогает здесь… изжить непреодолимые противоречия, заложенные в двух разных религиях, двух разных образах жизни — да даже широтах».
Телеведущая и журналист Ксения Собчак в своём отзыве о фильмах 24-го кинофестиваля «Кинотавр» призналась, что картина «Иван сын Амира» тронула её до слёз: «Добрый, полный любви к людям фильм „Иван сын Амира“. Плакала в кино впервые за долгое время. Я не хочу ничего сравнивать, но мне не хватает именно таких фильмов, а вовсе не „Легенды 17“. Фильм о милосердии, принятии и любви… Фильм о любви, о толерантности и мудрости. С большим юмором и без пафоса. Хочу видеть такие на федеральных каналах, вместо патриотических агиток, ибо именно такое кино рождает НАСТОЯЩИЙ патриотизм…».

## Премьерные показы и прокат фильма
Российская премьера фильма состоялась 5 июня 2013 года в рамках конкурсной программы 24 Открытого российского кинофестиваля «Кинотавр»
Фильм был показан в рамках Недели российского кино в Лондоне, на кинофестивалях в Австралии, Китае, Польши, Венгрии и других странах.
Фильм закрытия кинофестиваля «Дни кино» в рамках Дней русской культуры в Латвии (Рига, 1-4 ноября 2013).
Версия для кинопроката — 116 мин.
Телевизионная версия — две серии (77 мин. + 72 мин.) — подготовлена в 2014 году по заказу телеканала «Россия».